# Longicella mollis
Longicella mollis là một loài bướm đêm trong họ Noctuidae.